# Vînohradivka, Iarmolînți
Vînohradivka (în ucraineană Виноградівка) este localitatea de reședință a comunei Vînohradivka din raionul Iarmolînți, regiunea Hmelnîțkîi, Ucraina.

## Demografie
Componența lingvistică a localității Vînohradivka
     Ucraineană (95,43%)
     Rusă (4,23%)
     Alte limbi (0,17%)
Conform recensământului din 2001, majoritatea populației localității Vînohradivka era vorbitoare de ucraineană (95,43%), existând în minoritate și vorbitori de rusă (4,23%).